# Балтиморски трупиал
Балтиморски трупиал (Icterus galbula) е вид птица от семейство Трупиалови (Icteridae). Видът е незастрашен от изчезване.

## Разпространение
Разпространен е в Антигуа и Барбуда, Аруба, Бахамски острови, Барбадос, Белиз, Бермудски острови, Канада, Кайманови острови, Колумбия, Коста Рика, Куба, Доминика, Доминиканска република, Еквадор, Салвадор, Гватемала, Хаити, Хондурас, Ямайка, Мартиника, Мексико, Монсерат, Никарагуа, Панама, Пуерто Рико, Сейнт Китс и Невис, Сейнт Лусия, Сен Пиер и Микелон, Сейнт Винсент и Гренадини, Тринидад и Тобаго, Търкс и Кайкос, САЩ, Венецуела, Британски Вирджински острови и Вирджински острови.